# International Association for Political Science Students
De International Association for Political Science Students (IAPSS) is de internationale vereniging voor politicologiestudenten en studenten die gewoon geïnteresseerd in de politiek. De vereniging is politiek onafhankelijk en wordt door studenten geleid. Door middel van verschillende programma's, evenementen en publicaties probeert ze een zekere impact te hebben in de politicologische arena.
IAPSS kenmerkt zich enerzijds als een internationale vereniging waar individuen lid van kunnen worden, en anderzijds als parapluorganisatie voor nationale, regionale of lokale verenigingen voor politicologiestudenten. Door middel van academische conferenties, studiereizen, een summer school en diverse online publicaties probeert het bij te dragen aan de academische vorming van studenten.
De vereniging is sinds 2013 gehuisvest op de Radboud Universiteit Nijmegen.

## Geschiedenis
De eerste plannen tot het oprichten van een internationale component werden voor het eerst geopperd in 1996, toen studenten van de Universiteit Leiden hun collega's bezochten in Rome. De constitutieve vergadering vond twee jaar later plaats in Leiden, en het netwerk was een feit. De vereniging had echter nog geen permanente vestigingsplaats. De jaren daarna kenmerkten zich door een steeds verdergaande ontwikkeling van netwerk naar een geïnstitutionaliseerde vereniging. Dit leidde tot de permanente vestiging in de Sloveense hoofdstad Ljubljana. Na enkele jaren hier gevestigd te zijn, had men behoefte aan meer nabijheid tot Brussel, de de-facto hoofdstad van de Europese Unie, en werd in 2013 besloten IAPSS terug te halen naar haar oude basis, Nederland, dit keer in Nijmegen. De verhuizing ging gepaard met de meest grondige statutenwijziging tot dan toe.

## Structuur
IAPSS kent een meerlagige lidmaatschapsstructuur, met zowel politicologieverenigingen als individuele studenten, naast alumni en ereleden. De Algemene Vergadering stelt jaarlijks de volgende organen vast:
- Executive Committee (ExCom): het dagelijks bestuur, bestaande uit zeven personen van ten minste drie nationaliteiten.
- Supervisory Committee (SupCom): de raad van advies, bestaande uit drie personen. Voorziet de ExCom van gevraagd en ongevraagd advies en controleert de financiële administratie.
- Editorial Board: een multinationaal team van redacteurs die verantwoordelijk zijn voor de publicatie van Politikon, het academische journal op kwartaalbasis, en publicaties op A Different View, het online blog.

## Activiteiten
IAPSS biedt een brede waaier aan activiteiten die dienen bij te dragen aan de academische vorming van de politicologiestudent.

### Academic Conference & General Assembly
Het belangrijkste congres is de Academic Conference & General Assembly, dat jaarlijks in april of mei plaatsvindt en ongeveer vijf tot zes dagen duurt, vaak in een hoofdstad of anderszins grote stad. Het kent twee delen: een academisch congres met aandacht voor seminars, lezingen en debatten, gecentreerd rondom een specifiek thema, en de algemene vergadering, waar de verschillende organen van de vereniging worden verkozen en waar beleids- en jaarverslagen worden besproken.

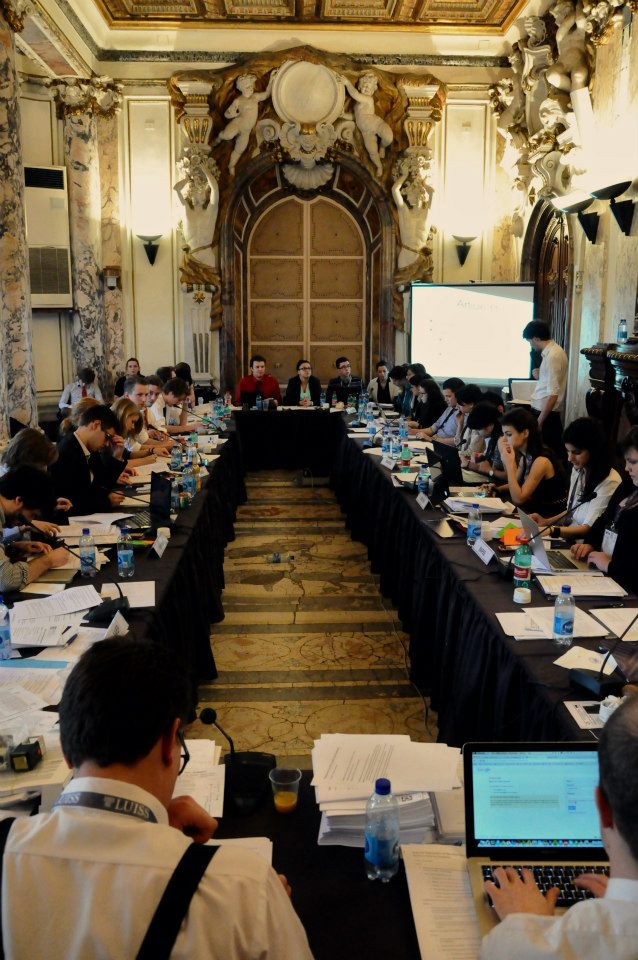
16e algemene vergadering van de IAPSS in Rome in 2013

| Jaar | Stad         | Titel                                             |
| ---- | ------------ | ------------------------------------------------- |
| 1998 | Leiden       | The Foundation Conference                         |
| 1999 | Oslo         | European Security beyond 2000                     |
| 2000 | Debrecen     | Nations and Minorities                            |
| 2001 | Rome         | Humankind and Globalisation                       |
| 2002 | Boekarest    | New Europe: The Quest for Identity and Legitimacy |
| 2003 | Ljubljana    | New Wind                                          |
| 2004 | Marburg      | Good Knowledge: Education as an Object of Trade   |
| 2005 | Moskou       | The End of the Transition Paradigm                |
| 2006 | Amsterdam    | Global Crime                                      |
| 2007 | Amsterdam    | Globalising Citizenship                           |
| 2008 | Thessaloniki | The Future of Governance in the 21st Century      |
| 2009 | Ljubljana    | The Future of Political Science                   |
| 2010 | Leiden       | Water Politics                                    |
| 2011 | Lissabon     | World Leadership                                  |
| 2012 | Bremen       | The States they are A-changing                    |
| 2013 | Rome         | Global Justice                                    |
| 2014 | Thessaloniki | Limits to Global Governance                       |

### Academic Conference
Naast de AC/GA vinden er nog enkele andere academische conferenties plaats. Deze zijn vaak korter en spitsen zich toe op de analyse van het thema, het uitlichten van onderzoeken van studenten en het betrekken van actoren uit de publieke en politieke sfeer.
| Jaar | Stad         | Titel                                                        |
| ---- | ------------ | ------------------------------------------------------------ |
| 2006 | Triëst       | Nonviolence: history, politics, rights, international value? |
| 2007 | Cluj-Napoca  | Sovereignty in a globalizing world                           |
| 2008 | Rome         | The Giant's rise                                             |
| 2009 | Belgrado     | Stand up for peace                                           |
| 2011 | Thessaloniki | European Identity                                            |
| 2013 | Budva        | Challenges to the Global Political Economy                   |
| 2013 | Boekarest    | Collective Action Problems in the Contemporary World         |
| 2014 | Nijmegen     | Universality of Human Rights in the 21st Century             |

### Andere activiteiten
In 2013 vond de eerste studiereis plaats (een jaarlijks terugkerende reis naar de feitelijke hoofdstad van de Europese Unie, Brussel).

## Internationale samenwerking
IAPSS heeft betrekkingen met UNESCO, het European Consortium for Political Science Research, de International Studies Association, de International Political Science Association en de American Political Science Association. Daarnaast zijn er partnerschappen met AEGEE en het Youth Transatlantic Initiative. IAPSS is lid van het Informal Forum of International Students Organizations (IFISO).